# Лазар Глаушев
Лазар Глаушев е литературен герой от романа на Димитър Талев „Железният светилник“ (1952) и неговото продължение „Преспанските камбани“ (1954).
Лазар е син на Стоян и Султана Глаушеви и живее със семейството си в измисления град Преспа (кръстен на областта Преспа, но всъщност е родният град на Талев Прилеп). Образът на Лазар е във фокуса на романа, както и ролята му в борбата против фанариотите и задружните усилия на повечето жители на Преспа за установяване на българска църква. Лазар Глаушев е гордостта на майка си.
Димитър Талев казва, че образа на на Лазар Глаушев няма прототип и че е  използувал само отделни черти от прилепчанина Тодор Кусев (Методий Кусев). Кусев създал в Прилеп правилника за еснафите – първи опит да се организират занаятчиите, и Талев казва, че е използувал тази случка, защото я е намерил интересна, характерна за епохата. Взима и ораторският дар на Кусев – но всеки всеки народен вожд трябва да бъде и оратор. Все пак моят Лазар Глаушев е съвсем различен като образ от Тодор Кусев и в случая не може и дума да става за некакъв прототип. Тодор Кусев е бил сприхав, буен, необуздан като темперамент. Лазар Глаушев се развива като характер другояче.